# Michelle O'Neill
Michelle O'Neill (Fermoy - Ierland, 10 januari 1977), geboren Michelle Doris, is een Noord-Ierse politicus voor de partij Sinn Féin. Zij is sinds 3 februari 2024 eerste minister van Noord-Ierland. 
Ze werd in 2007 lid van de Assemblee voor Noord-Ierland. Zij is sinds 2017 de partijleider van de Noord-Ierse tak van Sinn Féin, en was van 11 januari 2020 tot 4 februari 2022 vice-eerste minister van Noord-Ierland.

## Biografie
O'Neill komt uit een Ierse republikeinse familie. Haar vader en enkele andere familielieden waren actief betrokken bij de paramilitaire organisatie IRA, die met geweld streefde naar hereniging van het bij het Verenigd Koninkrijk horende Noord-Ierland met de republiek Ierland.
O'Neill raakte zelf in haar tienerjaren betrokken bij de republikeinse politiek en hielp haar vader bij zijn werk als raadslid in Dungannon. Ze werd na het tot stand komen van het Goedevrijdagakkoord in 1998 lid van de nationalistische partij Sinn Féin en werkte als adviseur voor Francie Molloy, een lid van de Assemblee voor Noord-Ierland. In 2005 werd ze gekozen in het regionaal bestuur van de borough Dungannon en South Tyrone; zij nam deze zetel over van haar vader.
Bij de verkiezingen voor de Assemblee voor Noord-Ierland in 2007 werd O'Neill gekozen als afgevaardigde voor het district Mid Ulster. In de Assemblee hield zij zich bezig met onderwijs en volksgezondheid. In 2010 werd ze burgemeester van Dungannon en Zuid-Tyrone. Na de Assembleeverkiezingen van 2011 werd O'Neill minister van landbouw en plattelandsontwikkeling in de regionale regering van Noord-ierland. In 2016 kreeg ze de portefeuille volksgezondheid.

## Partijleider
In januari 2017 trad Martin McGuinness af als partijleider van Sinn Féin in Noord-Ierland en Noord-Iers vice-eerste minister (Deputy First Minister). Hij deed dit uit protest tegen de weigering van eerste minister (First Minister) Arlene Foster, de leider van de unionistische partij DUP, om tijdelijk terug te treden terwijl er een onderzoek werd gedaan naar een onder haar verantwoordelijkheid mislukte investeringsregeling voor duurzame energie. McGuinness zou in verband met gezondheidsproblemen ook niet meer terugkeren in de politiek. Op 23 januari 2017 werd bekend dat O'Neill hem zou opvolgen als leider van Sinn Féin in de Noord-Ierse Assemblee. Zij was de eerste partijleider van Sinn Féin in Noord-Ierland die in het verleden geen banden met de IRA had gehad. Sinn Féin weigerde om O'Neill ook direct te benoemen als de nieuwe vice-eerste minister. Daardoor werd het noodzakelijk om nieuwe Assembleeverkiezingen uit te schrijven.
Bij de verkiezingen op 2 maart 2017 won Sinn Féin onder leiding van O'Neill zetels, en leden zowel de DUP als de Ulster Unionist Party verlies. Hierdoor hadden de unionistische partijen voor het eerst geen meerderheid meer in de Assemblee. Op 26 maart verklaarde O'Neill dat de onderhandelingen tussen partijen over het herstellen van de coalitie waren mislukt. Sinn Féin zou geen vice-eerste minister voordragen. Dit betekende volgens de bepalingen van het Goedevrijdagakkoord dat er helemaal geen regering kon worden gevormd. Ook de functie eerste minister bleef vacant. Ondanks herhaalde pogingen werd er geen oplossing gevonden voor de politieke problemen.
O'Neill verklaarde als reactie op het besluit van het Verenigd Koninkrijk om de Europese Unie te verlaten dat er zo snel mogelijk een referendum over Ierse hereniging moest worden gehouden.
In november 2018 werd O'Neill gekozen tot vice-voorzitter van de partij Sinn Féin (Ierse Republiek plus Ulster), naast voorzitter en partijleider Mary Lou McDonald. In november 2019 werd ze herkozen; ze won van de eveneens Noord-Ierse politicus John O'Dowd die zichzelf kandidaat had gesteld voor het vice-voorzitterschap.

## Vice-eerste minister
Op 11 januari 2020, bijna drie jaar na de verkiezingen voor de Assemblee van Noord-Ierland, stemden de DUP en Sinn Féin in met een regeerakkoord dat met bemiddeling van de Ierse en Britse regeringen tot stand was gekomen. Conform de bepalingen van het Goedevrijdagakkoord werd Arlene Foster als leider van de grootste fractie in de Assemblee eerste minister. Zij deelde de macht met O'Neill, die als leider van de op een na grootste partij vice-eerste minister is.
Kort na haar aantreden als vice-eerste minister werd bekend dat een dissidente republikeinse groep plannen had voor aan aanslag op O'Neill en Sinn Féin assembleelid Gerry Kelly. De vermoedelijke aanleiding was dat beiden aanwezig waren geweest bij een evenement van de Police Service of Northern Ireland gericht op het werven van meer katholieke politiemensen. De relatie tussen de Noord-Ierse politie en de republikeinse beweging is van oudsher gespannen.
Op 14 juni 2021 trad eerste minister Arlene Foster af nadat de DUP het vertrouwen in haar had opgezegd. Omdat de functies van eerste minister en vice-eerste minister in Noord-Ierland worden gezien als één ambt, moest O'Neill op hetzelfde moment ook aftreden. De DUP droeg Paul Givan voor als de nieuwe eerste minister. O'Neill gaf aan dat zij alleen akkoord zou gaan met de benoeming van Givan als de DUP zich zou verplichten om het regeerakkoord uit 2020 volledig uit te voeren. De twee partijen maakten o.a. afspraken over wetgeving met betrekking tot de positie van de Ierse taal in Noord-Ierland.  Op 17 juni werden Givan en O'Neill door de Assemblee benoemd als eerste minister en vice-eerste minister.
Op 4 februari 2022 nam eerste minister Givan ontslag. Hij deed dit omdat de DUP zich niet langer wilde verenigen met de uitzonderingspositie van Noord-Ierland binnen het Verenigd Koninkrijk ten gevolge van het Brexit-akkoord: Noord-Ierland houdt wat betreft kwaliteits- en veiligheidseisen voor goederen en BTW-tarieven aansluiting bij regelgeving in de EU; de rest van het Verenigd Koninkrijk niet. Het aftreden van Givan betekende automatisch ook het aftreden van  O'Neill als vice-eerste minister.

## Eerste minister
Bij de verkiezingen voor de Assemblee van Noord-Ierland op 5 mei 2022 werd Sinn Féin met 27 zetels de grootste fractie. De DUP ging van 28 zetels terug naar 25 zetels. Het was de eerste keer sinds de Ierse onafhankelijkheid in 1921 dat een nationalistische partij in Noord-Ierland de regionale verkiezingen won. Normaliter zou dit verkiezingsresultaat betekenen dat O'Neill eerste minister werd. Zij kon echter pas worden geïnstalleerd als de DUP ook een kandidaat nomineerde voor de post van vice-eerste minister, wat zij tot februari 2024 weigerden te doen.
Bij de locale verkiezingen in Noord-Ierland in mei 2023  behaalde Sinn Féin 144 gemeenteraadszetels, een winst van 39. Daarmee werd  Sinn Féin ook op gemeentelijk niveau in Noord-Ierland voor het eerst de grootste partij.
Begin februari 2024 kwam het tot een akkoord met de DUP, die Emma Little-Pengelly nomineerden als vice-eerste minister. Dit maakte de weg vrij voor de installatie van O'Neill als eerste nationalistische First Minister van Noord-Ierland.
O'Neill heeft gezegd als First Minister de hele bevolking van Noord-Ierland te willen vertegenwoordigen. Zij was aanwezig bij de begrafenis van koningin Elizabeth II en de kroning van Charles III. Normaliter vermeden Sinn Féin politici dergelijke plechtigheden.